# Ньюгрейндж

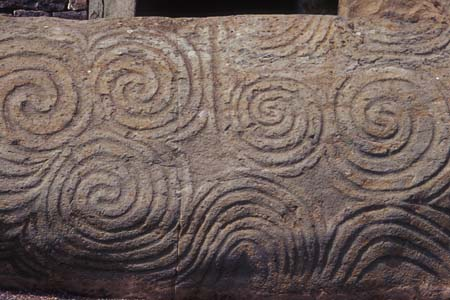
Спиральный узор на входном камне

Ньюгрейндж, Нью Грейндж, Ши-ан-Вру (от англ. new — новый, англ. grange — ферма; по-ирландски Sí an Bhrú) — мегалитическое культовое сооружение в Ирландии, коридорная гробница, входящая в комплекс Бру-на-Бойн. Ньюгрэйндж датируется 2500 годом до н. э. Находится в 40,2 км к северу от Дублина в долине реки Бойн. Является национальным памятником Ирландии под номером 147.

## Характеристика
Высота кургана — 13,5 метров, диаметр — 85 метров. 19-метровой длины коридор ведёт в погребальную камеру, основу которой составляют вертикально поставленные каменные монолиты весом от 20 до 40 тонн. Устройство погребальной камеры напоминает Стоунхендж, только здесь каменное кольцо сверху прикрыто насыпью из земли и щебня. Внутри погребальной камеры сохранились большая чаша ритуального назначения, а в стенах пробиты ниши, украшенные каменной резьбой.
Над погребальной камерой находится ступенчатый свод. Монолиты, его образующие, расположены таким образом, что внизу находятся самые тяжелые камни и вес их в вершине уменьшается. Купол внутри полый и образует сужающуюся кверху шестиугольную шахту 6-метровой высоты.
При раскопках обнаружено, что на внешней поверхности перекрытия находились канавки для стока воды и чашевидные знаки, до сих пор скрытые насыпью. Сама насыпь состояла из слоев камней и торфа, она была окружена опорной стеной-кербом из орнаментированных плит. По обе стороны от входа зелёные камни керба увенчаны стеной из белого кварца.
Вход в гробницу отмечал круг камней высотой от 1,5 до 2,5 м. Ещё один круг из 97 вертикально стоящих камней окружал по периметру саму гробницу. Все эти камни, а также стены коридора и погребальной камеры покрыты орнаментом, состоящим из зигзагообразных линий, треугольников, концентрических кругов, но наиболее часто встречается изображение тройной спирали. Этот символ был широко распространен в неолитическом искусстве и, как предполагают исследователи, был связан с циклом смерти и возрождения (в частности, аналогичные символы вырезаны на резных каменных шарах — характерных артефактах той же эпохи). Большинство изображений спирали располагается при входе в гробницу, как бы обозначая границу между миром мертвых и миром живых. Также среди мотивов изображений встречаются чашевидные знаки и концентрические кольца.
Туннель ориентирован на юго-восток, точно на место восхода Солнца в день зимнего солнцестояния. Над входом находится отверстие — окно 20 см в ширину, через которое солнечные лучи могут проникать к внутренней камере. В течение нескольких дней (с 19 по 23 декабря) лучи восходящего Солнца проникают по нему во внутреннюю комнату и ярко освещают её около 17 минут (от 14 до 21 минуты).
Найденный в неолитической коридорной гробнице возрастом 5000 лет мужчина NG10 родился от кровосмесительного союза первого порядка, об этом свидетельствует анализ его ДНК. Возможно, его родители были братом и сестрой или родителем и его ребёнком. У него определена митохондриальная гаплогруппа U5b1+16189+16192 и Y-хромосомная гаплогруппа I2a1b1a1a1 (-L1193,-Y3712). Он был темнокожим и кареглазым. Характер погребения свидетельствует о его принадлежности к элите общества. Социально санкционированные браки такого рода очень редки и документируются почти исключительно среди политико-религиозных элит — особенно в многожёнских и патрилинейных королевских семьях, возглавляемых богами-королями. Родственники этого индивидуума идентифицированы в двух других крупных комплексах коридорных гробниц в 150 км к западу от Ньюгрейнджа недалеко от Атлантического побережья — в Карроуморе и Карроукиле.
Ньюгрейндж вошёл в кельтскую мифологию как курган фей. Это был дом бога Дагды, его жены Боанн и их сына Энгуса, бога любви. Местные жители верили, что каждый год в ночь на 1 ноября, считавшуюся у кельтов ночью «без времени», когда один год кончается и уступает своё место другому, феи выходят наружу.

## История
Ньюгрейндж обнаружили в 1699 году рабочие, которым потребовался щебень для строительства дороги. Поначалу ученые предположили, что загадочные постройки относятся к кельтской эпохе. Английский исследователь XVIII века Чарлз Валланси определил Ньюгрейндж как «Пещеру Солнца».
Полномасштабные исследования комплекса были начаты лишь в 1962 году археологической экспедицией под руководством профессора Майкла Дж. О’Келли. В 1993 году ЮНЕСКО присвоила археологическому ансамблю реки Бойн статус международного исторического памятника. В Списке объектов Всемирного наследия Ньюгрейндж охарактеризован как самое большое и наиболее важное из мегалитических сооружений Европы.
После реставрационных работ Ньюгрейндж был открыт для посетителей. Наблюдать проникновение солнечных лучей во внутреннюю комнату на рассвете в день зимнего солнцестояния могут лишь победители специальной лотереи. К примеру, в 2005 году из 27000 желающих было выбрано 50 человек (по 10 посетителей в день). В другие дни экскурсантам демонстрируется реконструкция явления при помощи прожекторов. Максимальный размер группы для посещения составляет 24 человека, что обусловлено размерами внутреннего помещения.

## Собака из Ньюгрейнджа
В 2016 году исследование полного генома собаки из окрестностей Ньюгрейнджа, жившей 4,8 тысяч лет назад, показало, что восточноазиатские собаки произошли от своих диких собратьев несколько тысячелетий спустя после первого одомашнивания. После этого они, скорее всего, были перевезены в Европу, где частично заменили собак, одомашненных там во времена палеолита (палеолитическая собака). Время разделения на клады Восточной Азии и Западной Евразии старше возраста собаки из Ньюграейнджа, то есть более 4800 лет назад. В костях собаки из Ньюгренджа учёные обнаружили лучшие ископаемые образцы ДНК — их качество не ниже, чем у современных образцов. У собаки из Ньюгрейнджа была определена митохондриальная гаплогруппа C.